# Kamtjatka
För andra betydelser, se Kamtjatka (olika betydelser).

Topografisk karta över Kamtjatkahalvön.

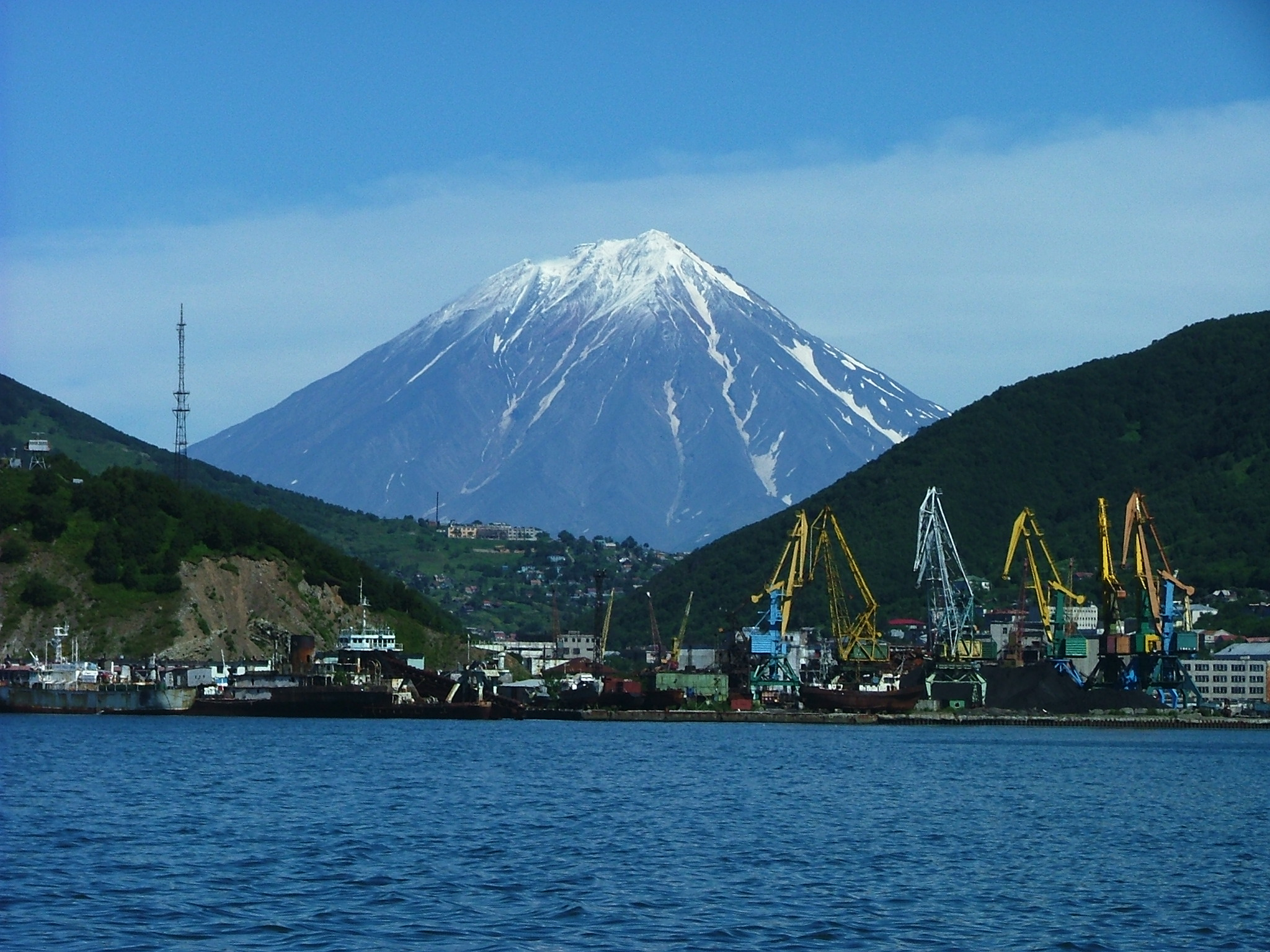
Petropavlovsk-Kamtjatskijs hamn med vulkanen Korjakskaja sopka i bakgrunden

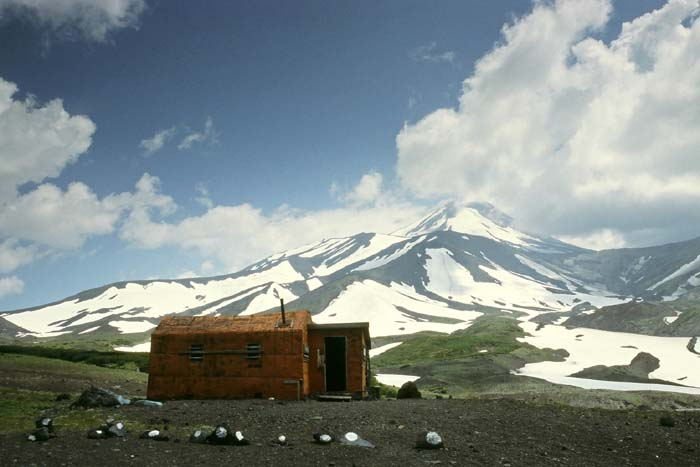
I bakgrunden: vulkanen Avatjinskij

Vulkaner finns i Kamtjatkas vapen

Kamtjatka (på ryska: Камчатка) är en halvö i nordöstra Asien mellan Ochotska havet och Berings hav. Kamtjatka tillhör Ryssland och administreras som Kamtjatka kraj (före den 1 juli 2007 utgjorde den södra halvan Kamtjatka oblast, medan den norra halvan utgjordes av det autonoma distriktet Korjakien). Strax söder om Kamtjatka ligger ögruppen Kurilerna, av vilka den nordligaste, Sjumsju, ligger endast elva kilometer från Kamtjatkas sydspets. Halvöns areal är omkring 472 300 kvadratkilometer. Kamtjatka är också en flod som flyter på halvön. Den största staden är Petropavlovsk-Kamtjatskij.

## Geografi och klimat
Västra kusten saknar större inskärningar och längst i norr intränger Penzjinskaviken (Penzjinskaja Guba) mellan Kamtjatka och Asien. Östra kusten har däremot flera vikar och bukter. På Kamtjatka finns en bergskedja, som sträcker sig över hela halvöns längd. Den stiger högt över snögränsen och har cirka 160 vulkaner, av vilka 28 ännu är verksamma. De största av dem är på östra armen Kljutjevskaja sopka (4 750 meter) med flera utbrott under 1700- och 1800-talet och Sopka Sjivelutj (3 283 meter). På västra armen når berget Itjinskaja sopka (3 621 meter) den högsta höjden. I halvöns sydligaste del finns mest slocknade vulkaner. Den högsta är Korjakskaja sopka (3 456 meter). Kamtjatka är även rikt på heta källor. 
Den största floden är Kamtjatka, som flyter först mot norr och senare mot öst. Klimatet är kallare än Europas på samma breddgrad. I södra delen är årets medeltemperatur + 3 °C och i norra delen - 6 °C. I januari är medeltemperaturen vid södra änden av halvön - 7 °C och i norr - 21 °C. Västra kusten är om vintern betydligt kallare än den östra. Om sommaren är väderleken mycket ostadig, med ofta inträffande dimmor och regn.

## Flora, fauna och befolkning
Vegetationen är på grund av den stora fuktigheten yppig, särskilt på mark av vulkaniskt ursprung; gräset når där 1,5 meters höjd. Täta skogar växlar med saftiga gräsmarker och tundraartade områden, vilka tilltar mot norr. I halvöns södra del består skogarna uteslutande av lövträd. Marken pryds där av rikt blommande örter. Karaktärsväxter är även liljesläktet med stora orangeröda blommor och jättestora arter. Även bergen är skogklädda i sina lägre delar, och där skogen slutar, vidtar en buskvegetation, den så kallade slanez, som bildar ett ogenomträngligt snår av med varandra hopflätade grenar, stammar och rötter. Barrträd saknas alldeles i västra och södra Kamtjatka; bara på de mittersta och nordligaste delarna av halvön finns barrträd. 
Faunan är av arktisk karaktär med ren, brunbjörn, järv, varg, sobel, räv, hermelin, hare och andra nordiska djur. Av fåglar är svanar och änder de viktigaste, men dessutom finns mycket stora mängder havsfågel. Fiskarterna är framför allt de, som från havet tränger in i floderna. 
Befolkningen är mycket gles. Förutom ryssar finns korjaker, tunguser, lamuter och jakuter på halvön. Huvudstaden är Petropavlovsk-Kamtjatskij med cirka 195 000 invånare.

## Historia
Kamtjatka upptäcktes av ryssen Vladimir Atlasov, som 1697 nådde fram till floden Kamtjatka. Till en början togs vägen dit alltid över land, eftersom det inte fanns några sjömän, som vågade sig över Ochotska havet. Då befallde tsar Peter den store, att bland svenska krigsfångar i Sibirien skulle uppsökas personer som var bekanta med sjöväsendet och som kunde sändas i båt till halvön. Så skedde och på detta sätt har svenskar som Ambjörn Molin och Henrik Busch öppnat sjöfarten på Kamtjatka. Halvön är närmare utforskad av Vitus Bering och Georg Wilhelm Steller.
1996 upptogs Kamtjatkas vulkaner på Unescos världsarvslista.